# 飯縄山

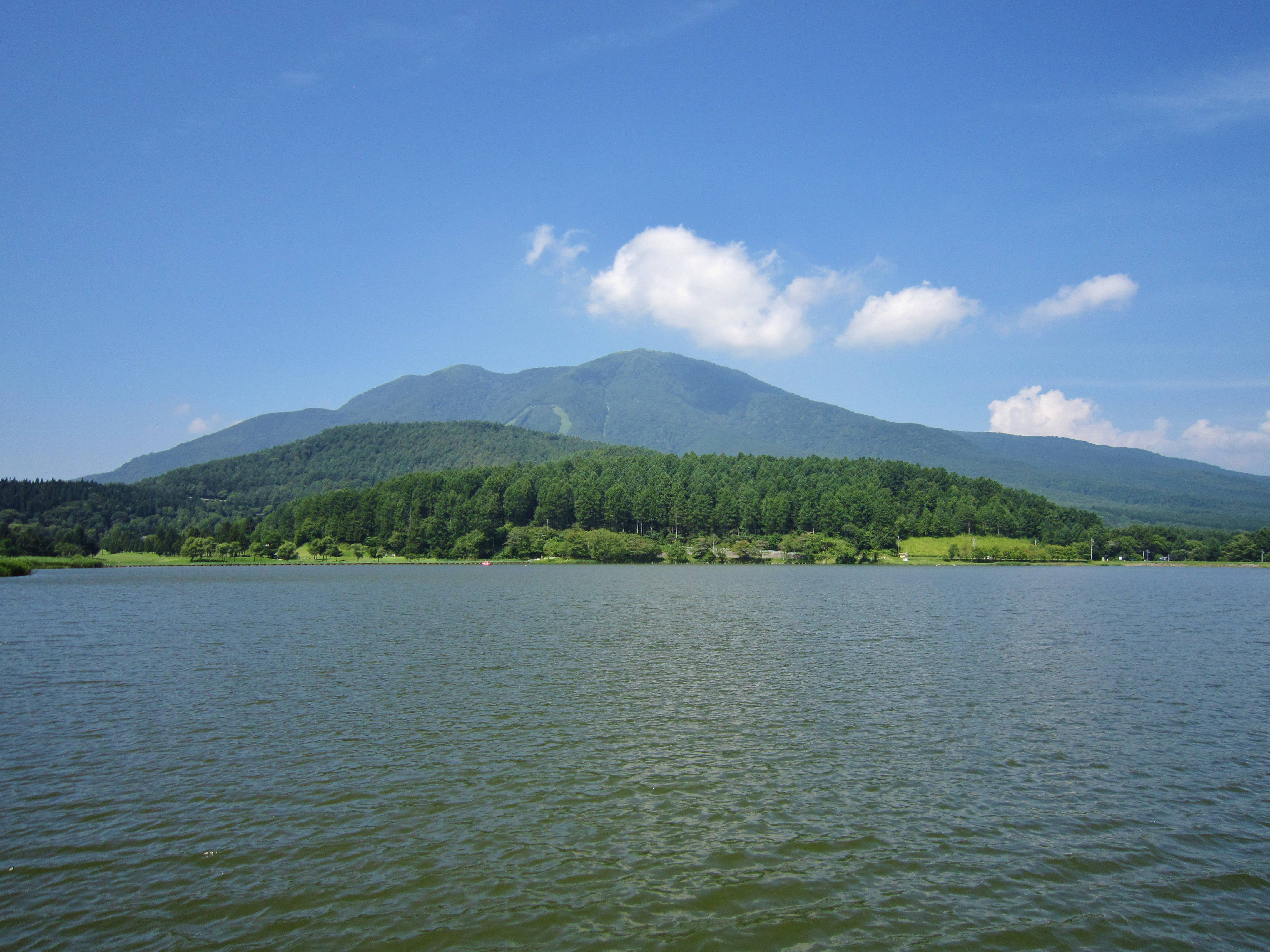
霊仙寺湖より望む飯縄山。東からの眺めで、右側の霊仙寺山が少し前に来るので、それの方が高く見える。

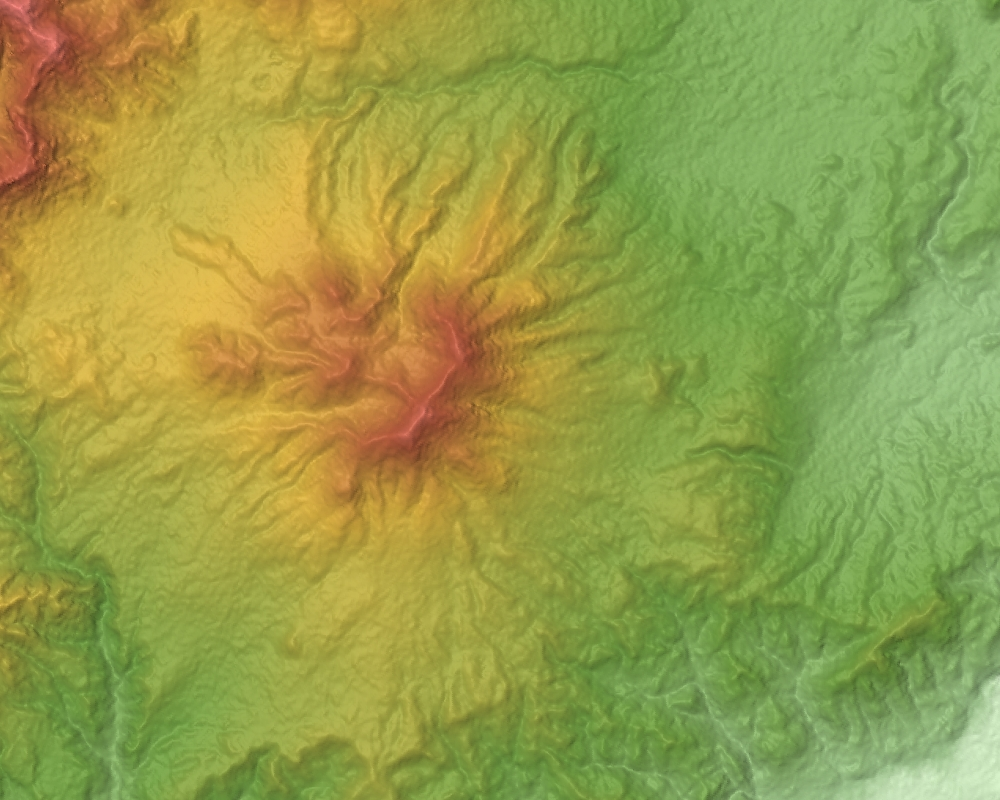
飯縄火山の火山体地形図

飯縄山（いいづなやま、飯綱山）は、長野県北部（北信地方）、長野市・上水内郡信濃町・飯綱町にまたがる山。標高1,917メートル。飯縄山と、その支峰・霊仙寺山（れいせんじやま、1,875.0 m）、瑪瑙山（めのうやま、1,748 m）などからなる連山全体を飯縄山と呼ぶこともある。戸隠山、黒姫山、妙高山、斑尾山とともに、北信五岳のひとつに数えられる。

## 概要
長野市中心部から北北西へ、直線距離で10キロメートル余りに位置する。妙高火山群に含まれる成層火山。現在から約25万年前に噴火を始めた二重式火山で、約5万年前まで活動をしていた。約15万年前から12万5千年前頃の噴出物「飯縄上樽テフラ」「飯縄西山テフラ」などが関東平野北西部の埼玉県熊谷市（旧江南町）江南台地付近や群馬県甘楽町白倉で確認され、鏑川流域の露頭で観察される。これらの噴出物は年代決定の指標として利用されている。
戸隠山と共に蕎麦やスキー場でも名高い。飯縄山の南斜面に飯綱高原スキー場、東斜面にいいづなリゾートスキー場があるほか、瑪瑙山の西斜面に戸隠スキー場がある。

## 信仰
古くから山岳信仰の霊山であり、飯縄権現を祀り修験道場が開かれ、管領細川氏、上杉謙信、武田信玄、徳川家康など武将の尊崇を得ていた。また忍術（滋賀県甲賀市の古寺の本尊は飯縄権現像と伝わる）や剣術の修業の地（神道無念流開祖の福井嘉平は飯縄権現への参篭により会得したと伝わる）としても知られる。全国に多くの分社を持つ総本山である飯綱神社だが簡素な社があり、頂上に至る登山道脇には1番の不動明王に始まる13体の石仏が点在する。同じく修験道場として知られる戸隠山は、さらに西北西へ直線距離で10キロメートル余りの場所にある。

## 山名
飯縄山の名称は、「飯砂（いいずな、飯のように食用となる砂の意）」に由来し、信州で局地的に見られる菌類・藻類など微生物の複合体、「テングノムギメシ」（天狗の麦飯）のことを指す。かつては同山中に生息していたが現在は絶滅したともいわれる。凶作の時に飯綱三郎天狗がこの飯砂を配り人々を救ったという伝説がある。

## 周辺
- 飯綱高原
  - 大座法師池 - 江戸時代初期に造られたため池。
  - 飯綱湖
- 戸隠連峰
- 霊仙寺湖
- むれ温泉 (天狗の館)
- 逆谷地湿原 - 約10万年前から続く湿原[4]。

## 参考画像

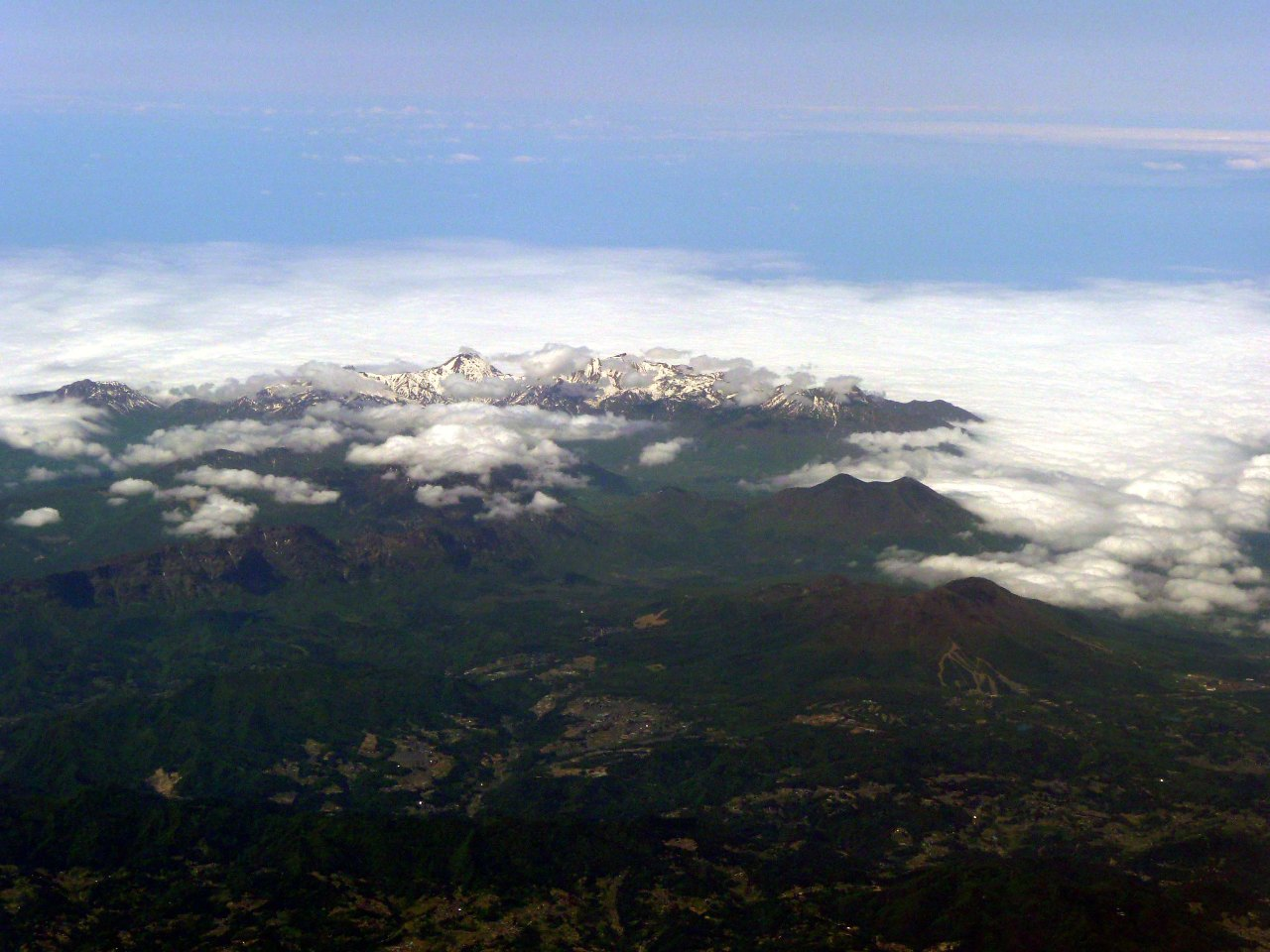
妙高山（奥）と黒姫山（中）、飯縄山（手前）
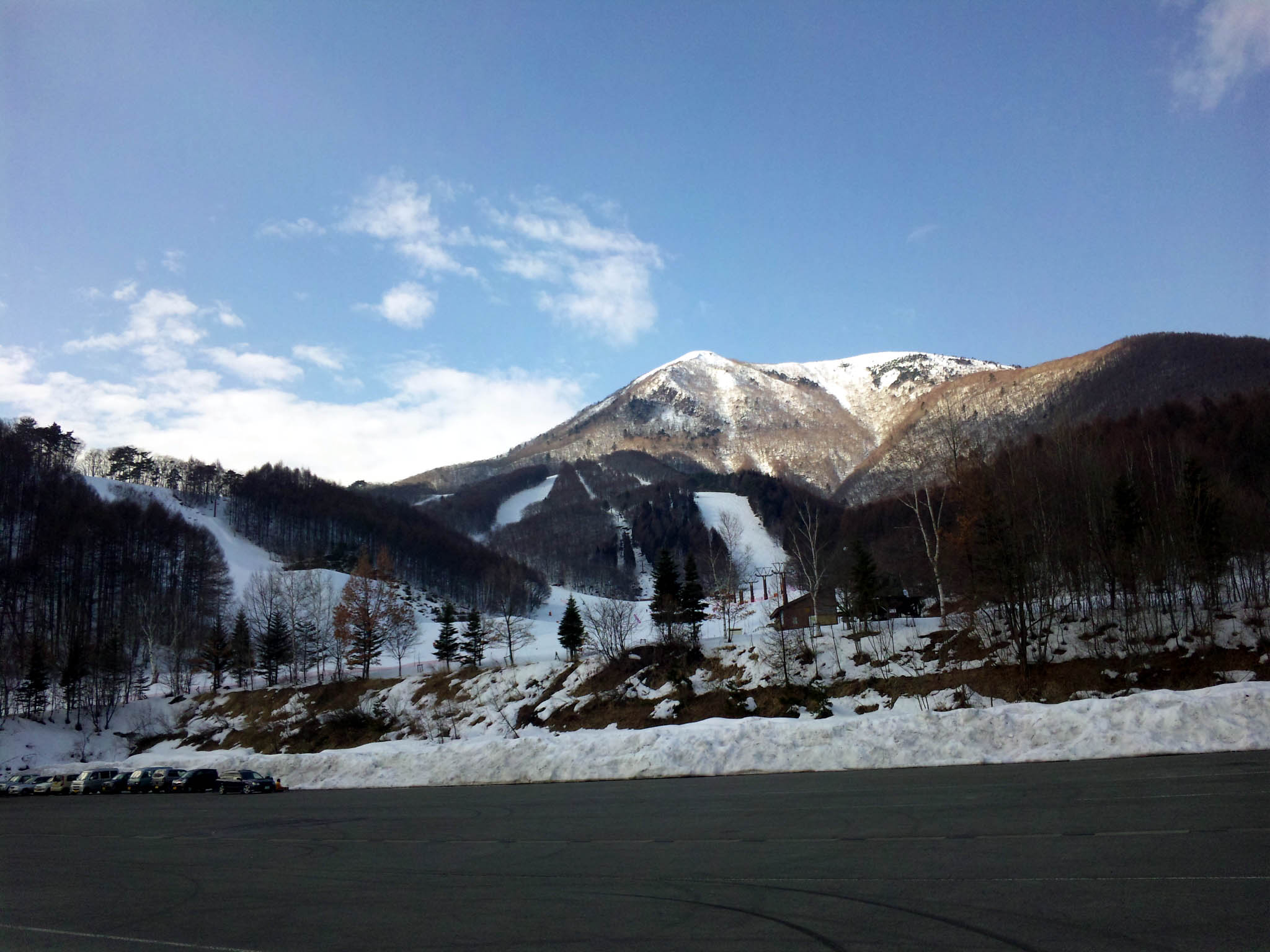
南斜面 飯綱高原スキー場
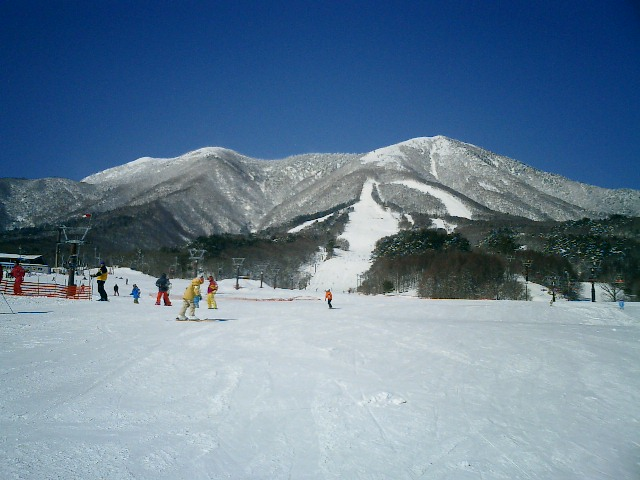
東斜面 いいづなリゾートスキー場
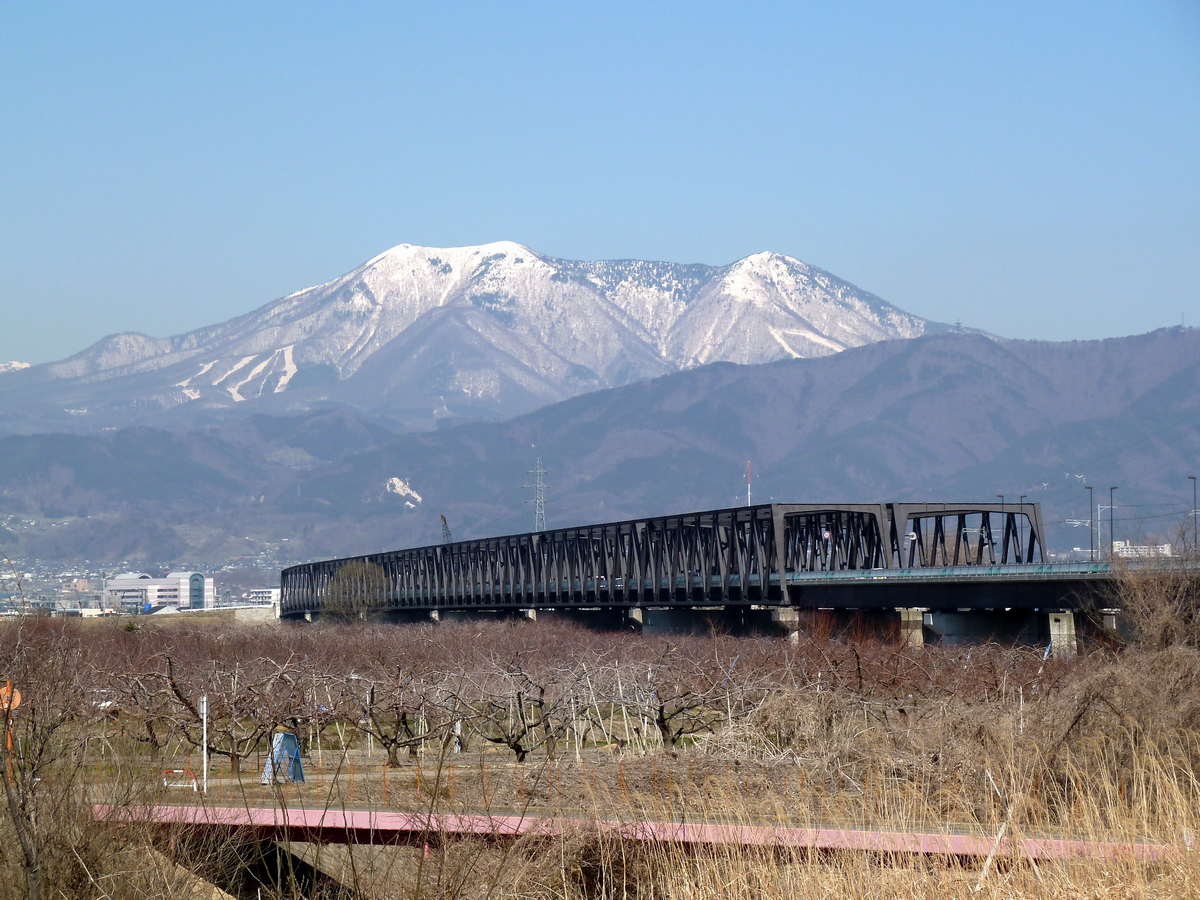
飯縄山と村山橋
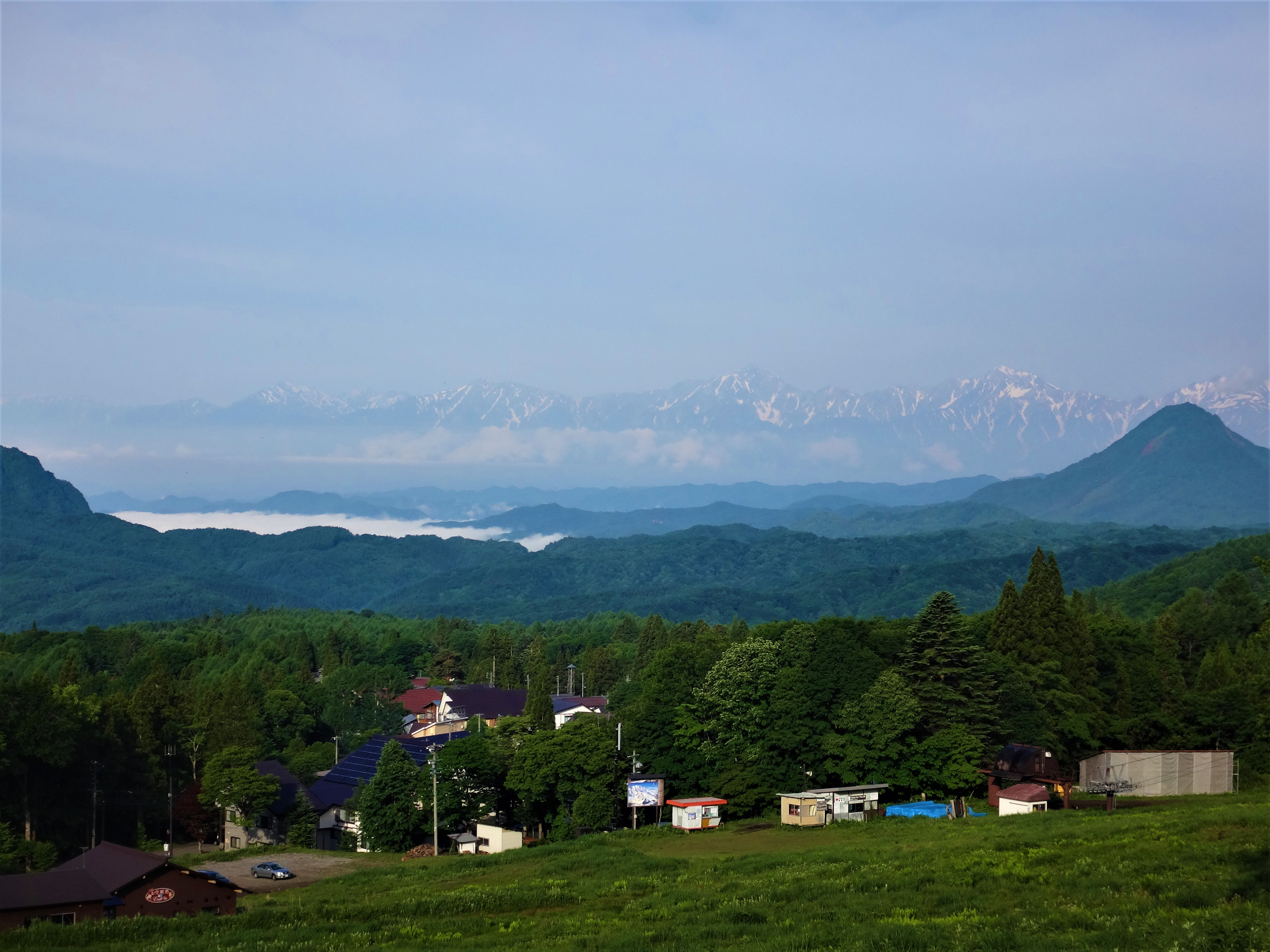
戸隠神社中社付近の登山道から鹿島槍ヶ岳や五竜岳を望む
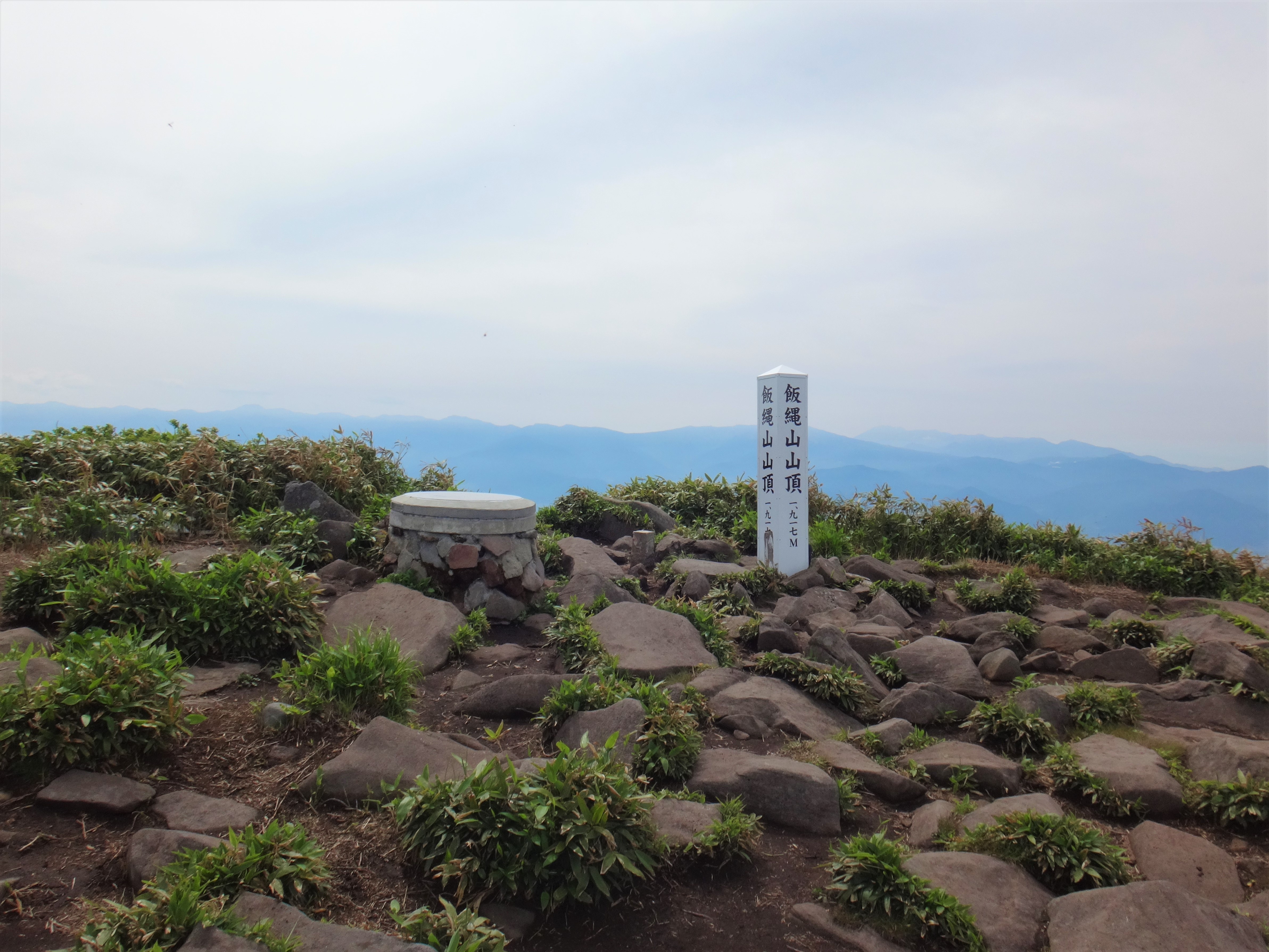
飯縄山山頂
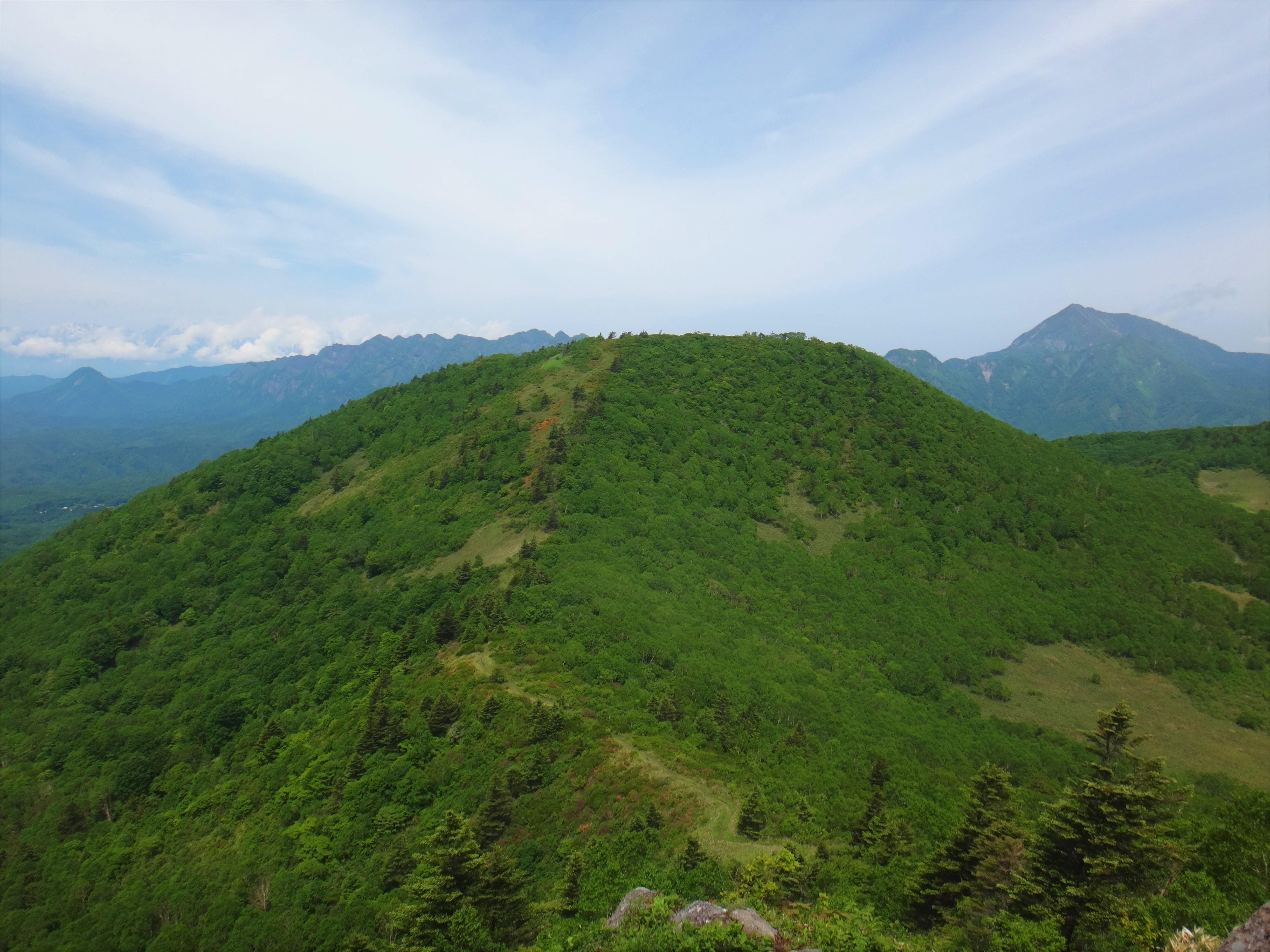
瑪瑙山（手前）と戸隠連峰（奥）
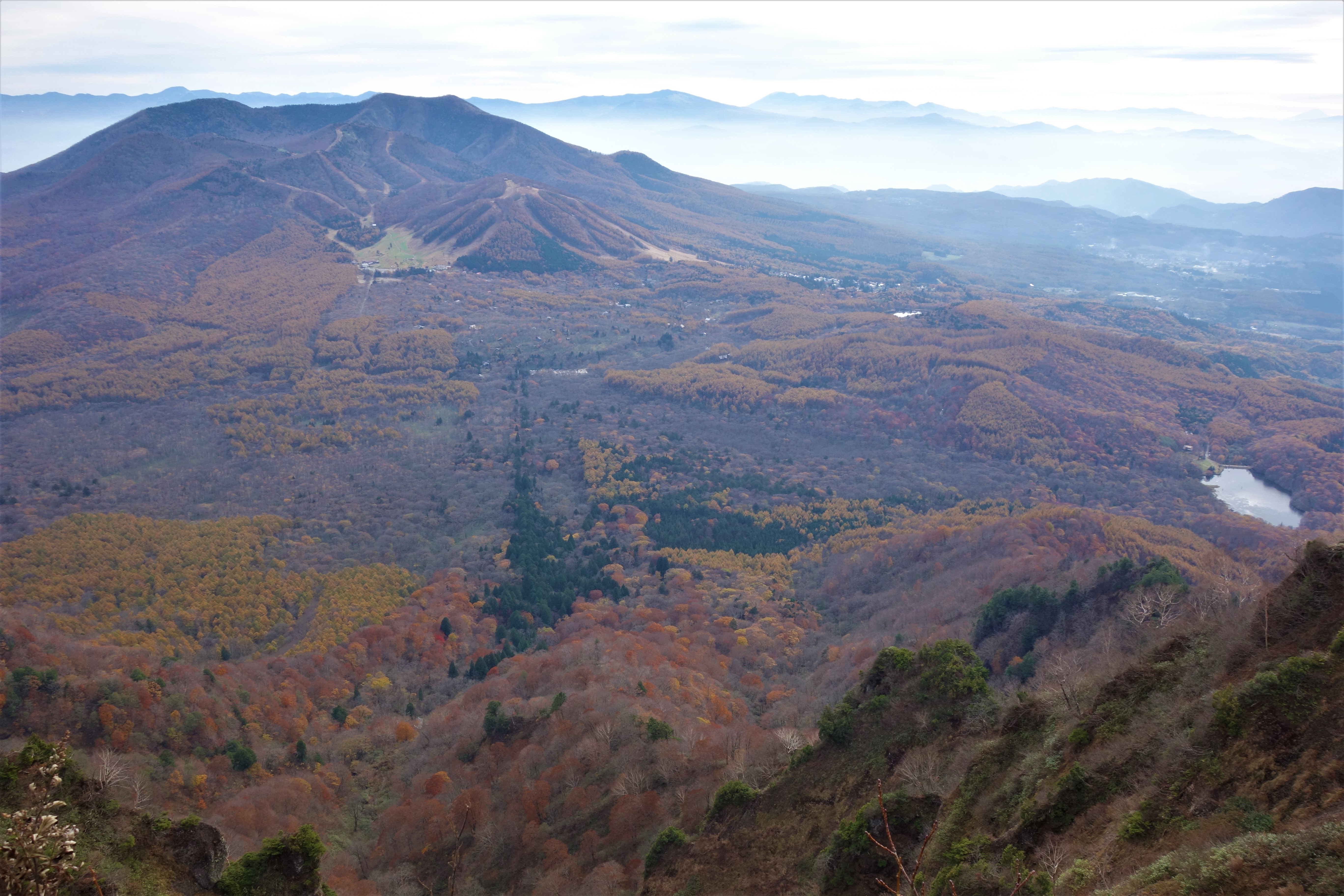
戸隠山から見た飯縄山